# Draconarius qingzangensis
Draconarius qingzangensis là một loài nhện trong họ Amaurobiidae.
Loài này thuộc chi Draconarius. Draconarius qingzangensis được Hsen Hsu Hu miêu tả năm 2001.